# 196P/Tichy
196P/Tichy è una cometa periodica appartenente alla famiglia delle comete gioviane scoperta il 23 ottobre 2000 dall'astronomo ceco Miloš Tichý.